# Lee McNeill
Lee Vernon McNeill (* 2. Dezember 1964 in Lumberton; † 29. September 2021 in Fayetteville) war ein US-amerikanischer Sprinter, der sich auf den 100-Meter-Lauf spezialisiert hatte.

## Biografie
Lee McNeill studierte an der East Carolina University. 1985 konnte er den amtierenden Olympiasieger Carl Lewis im Halbfinale über 100 m hinter sich lassen. Im Finale belegte McNeill den zweiten Platz. Seine ersten internationalen Medaillen konnte er dann mit Bronze über 100 m sowie mit der 4-mal-100-Meter-Staffel bei der Universiade 1985 gewinnen.
Den mit Abstand größten Erfolg seiner Karriere feierte er mit dem Titelgewinn in der 4-mal-100-Meter-Staffel bei den Leichtathletik-Weltmeisterschaften 1987 in Rom. Die US-amerikanische Staffel in der Aufstellung Lee McRae, Lee McNeill, Harvey Glance und Carl Lewis verwies in 37,90 Sekunden die Mannschaften der Sowjetunion und Jamaikas auf die Plätze. Auch bei den Panamerikanische Spiele 1987 gewann er mit der US-Staffel die Goldmedaille.
McNeill startete mit der Staffel auch bei den Olympischen Spielen 1988 in Seoul. Diese schied jedoch wegen eines Wechselfehlers in der Vorrunde aus. McNeill hatte als Schlussläufer den Staffelstab von Calvin Smith außerhalb der Wechselzone übernommen. Am 17. Juni 1988 konnte er mit einer Zeit von 10,09 s in Tampa seine persönliche Bestzeit über 100 m aufstellen.
Lee McNeill war 1,65 Meter groß und hatte ein Wettkampfgewicht von 65 Kilogramm. Er startete für den Mazda Optimists Track Club.
Lee McNeill starb am 29. September 2021 im Alter von 56 Jahren während der COVID-19-Pandemie in den Vereinigten Staaten an den Folgen einer SARS-CoV-2-Infektion.